# Ombres sur le soleil
Ombres sur le soleil (Follow the Sun) est une série télévisée américaine en trente épisodes de 50 minutes en noir et blanc, créée par Roy Huggins, réalisée par Ted Post, et diffusée entre le 17 septembre 1961 et le 8 avril 1962 sur le réseau ABC.
En France, la série a été diffusée à partir du 14 mars 1965 sur la deuxième chaîne de l'ORTF.

## Distribution
- Barry Coe (en) : Ben Gregory
- Brett Halsey : Paul Templin
- Jay Lanin : lieutenant Frank Roper
- Gigi Perreau : Katherine Ann Richards
- Gary Lockwood : Eric Jason

## Épisodes
1. Une rage de la Justice (A Rage For Justice)
2. titre français inconnu (Cry Fraud)
3. Le plus haut mur (The Highest Wall)
4. titre français inconnu (Journey Into Darkness)
5. La femme qui n'a jamais existé (The Woman Who Never Was)
6. Location de Busman (Busman's Holiday)
7. Une autre partie de la jungle (Another Part of the Triangle)
8. Le plus long match de merde dans l'Histoire (The Longest Crap Game In History)
9. Les chasseurs (The Hunters)
10. titre français inconnu (Little Girl Lost)
11. titre français inconnu (Night Song)
12. titre français inconnu (The Primitive Clay)
13. Conspiration du silence (Conspiracy In Silence)
14. titre français inconnu (The Far End Of Nowhere)
15. Mele Kalikimaka à Vous (Mele Kalikimaka To You)
16. La Fille de la Porte de Brandebourg (The Girl From the Brandenburg Gate)
17. Chicago Style (Chicago Style)
18. Le Dernier des grands dépensiers (The Last of the Big Spenders)
19. Histoire de fantôme (Ghost Story)
20. Sergent Koltchak estompe(Sergeant Kolchak Fades Away), réalisation de Jacques Tourneur
21. titre français inconnu (The Dumbest Blonde)
22. Place d'Annie Beeler (Annie Beeler's Place)
23. L'Irresistible Mlle Bouvreuil (The Irresistible Miss Bullfinch)
24. Un choix des armes (A Choice Of Weapons)
25. Marine du mois (Marine of the Month)
26. L'équation inhumains (The Inhuman Equation)
27. titre français inconnu (A Ghost In Her Gazebo)
28. Non, tante Charlotte ! (Not Aunt Charlotte!)
29. titre français inconnu (Run, Clown, Run)
30. titre français inconnu (Chalk One Up for Johnny)